# Nikolai Jegorowitsch Swertschkow

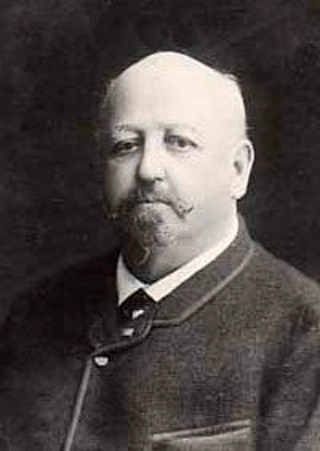
Nikolai Swertschkow

Nikolai Jegorowitsch Swertschkow (russisch Николай Егорович Сверчков; * 1. Februar 1817 in Sankt Petersburg; † 25. Juli 1898 in Zarskoje Selo) war ein russischer Maler.

## Leben

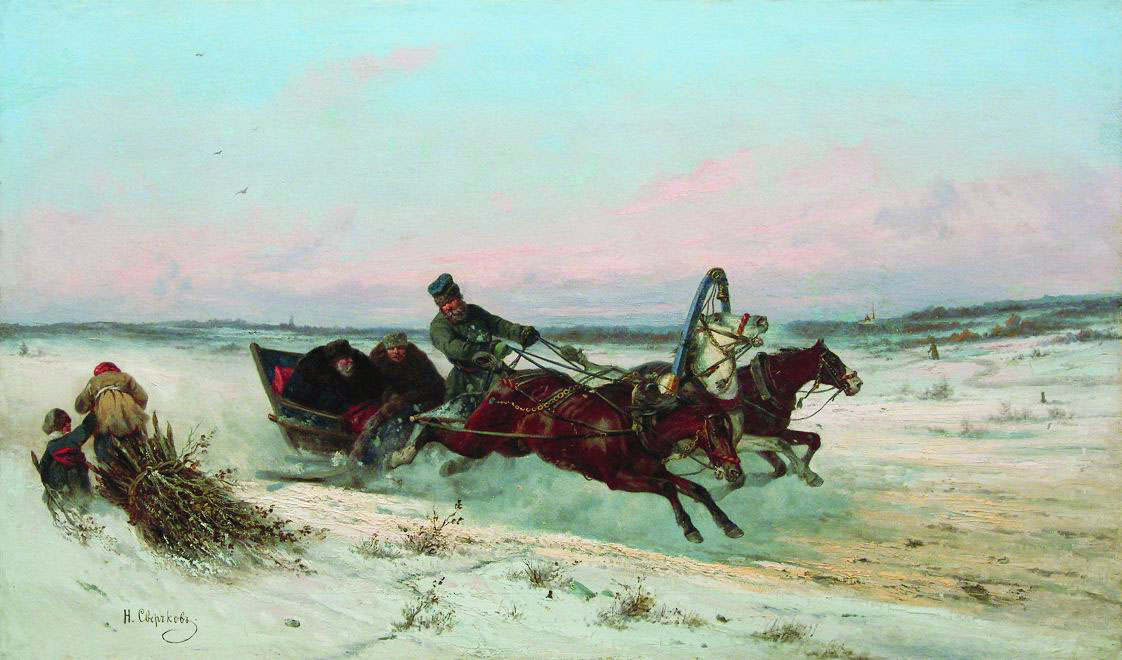
Nikolai Swertschkow: Troika im Winter

Während der Tätigkeit als Beamter in der Wirtschaftsabteilung des russischen Innenministeriums (MWD) widmete er sich bereits der Malerei und stellte im Jahre 1839 zum ersten Male aus. Im Jahre 1841 verließ er den Staatsdienst. Angeregt durch den häufigen Aufenthalt auf der Zuchtstation für die Orlow-Traber Tschesmenskij spezialisierte er sich früh auf die Darstellung von Pferdeszenen. Dazu gehörten Darstellungen der Traber sowie anderer Pferde bei Paraden und Bildern der jeweiligen Zaren hoch zu Ross.
Im Jahre 1852 wurde er Mitglied der Petersburger Akademie der Künste mit der besonderen Bezeichnung als volkstümlicher Künstler, im Jahre 1855 wurde er von der Akademie zum Professor ernannt. Auslandsaufenthalte, Auszeichnungen und Ehrungen im Ausland folgten.
Von 1862 bis 1864 lebte und arbeitete Schwertschkow in Paris. Napoleon III. kaufte sein Gemälde Rückkehr von der Bärenjagd und zeichnete ihn 1863 auch für die Gemälde Die Kirmes und Der Bahnhof mit dem Titel Chevalier der Ehrenlegion aus. Im gleichen Jahr erhielt er eine Auszeichnung in Brüssel für sein Gemälde Tschichatschow kehrt aus dem Krieg mit der Türkei zurück.

## Werke (Auswahl)
- 1865: Karabaghhengst «Khan», 1865, Pferde-Museum, Moskau.
- 1873: Reiterbildnis in der Uniform des Husaren-Leibregiments, Öl auf Leinwand, 119,5 × 91,5 cm, Sotheby’s London 1993.
- Sein Bild Zar Alexei I. Michailowitsch lässt seine Truppen im Jahre 1664 Revue passieren brachte ihm die Ernennung zum Hofmaler. Bis zum Jahre 1882 musste er häufig Schlachten und Aufmärsche in großformatigen Bildern darstellen. Dies brachte ihm einige Kritik seiner Akademiekollegen ein. Daneben malte er weiterhin Hunde- und Pferdebilder.
- Eines seiner letzten bekannten Bilder zeigt die Garde beim Überqueren des Balkangebirges im Jahre 1879.
- 1886: Pferdeschlitten im Schneesturm, Öl auf Leinwand, 70 × 53 cm, Van Ham Köln.